# سارة بوك
سارة بوك (بالإنجليزية: Sarah Polk) ولدت في ( 4 سبتمبر 1803م - وتوفيت في 14 أغسطس 1891م )، زوجة رئيس الولايات المتحدة الحادي عشر جيمس بوك، والسيدة أولى للولايات المتحدة الأمريكية من 4 مارس 1845 حتى 4 مارس 1849.